# Xoridesopus dominator
Xoridesopus dominator är en stekelart som först beskrevs av Tosquinet 1903.  Xoridesopus dominator ingår i släktet Xoridesopus och familjen brokparasitsteklar. Inga underarter finns listade i Catalogue of Life.